# Goniothalamus phaeotrichus
Goniothalamus phaeotrichus este o specie de plante din genul Goniothalamus, familia Annonaceae, descrisă de Ian Mark Turner și Richard M.K. Saunders. Conform Catalogue of Life specia Goniothalamus phaeotrichus nu are subspecii cunoscute.